# Vitimotaulius magnus
Vitimotaulius magnus is een fossiele soort schietmot uit de familie Vitimotauliidae.